# Allothereua caeruleata
Allothereua caeruleata är en mångfotingart som beskrevs av Karl Wilhelm Verhoeff 1925. Allothereua caeruleata ingår i släktet Allothereua och familjen spindelfotingar. Inga underarter finns listade i Catalogue of Life.